# 39 Волопаса
39 Волопаса (лат. 39 Boötis, HD 131041) — тройная звезда в созвездии Волопаса на расстоянии (вычисленном из значения параллакса) приблизительно 224 световых лет (около 68,8 парсеков) от Солнца. Возраст звезды определён как около 1,5 млрд лет.

## Характеристики
Первый компонент (CCDM J14497+4843A) — жёлто-белая звезда спектрального класса F8V, или F6V, или F5. Видимая звёздная величина звезды — +6,1m. Масса — около 1,909 солнечной, радиус — около 4,188 солнечных, светимость — около 12,553 солнечных. Эффективная температура — около 6066 K.
Второй компонент (CCDM J14497+4843Ba) — жёлто-белая звезда спектрального класса F7V, или F6V. Видимая звёздная величина звезды — +6,8m. Масса — около 1,04 солнечной, радиус — около 2,09 солнечных, светимость — около 8,641 солнечных. Эффективная температура — около 6853 K. Удалён на 3 угловые секунды. Орбитальный период — около 562341 суток (1347,653 лет).
Третий компонент (CCDM J14497+4843Bb) — жёлто-белая звезда спектрального класса F6V. Масса — около 1,25 солнечной. Орбитальный период вокруг второго компонента — около 12,82 суток.

## Планетная система
В 2019 году учёными, анализирующими данные проектов HIPPARCOS и Gaia, у звезды обнаружена планета.